# Rehden
Rehden er en kommune i i Landkreis Diepholz i den tyske delstat Niedersachsen. Den ligger omtrent otte km øst for byen Diepholz.
Rehden er administrationsby for et amt ("Samtgemeinde") af samme navn samme navn.

## Geografi
Barver ligger nord for Naturpark Dümmer og Naturpark Rehdener Geestmoor og syd for Naturpark Wildeshauser Geest, cirka midt mellem Bremen mod nord og Osnabrück mod sydvest. Byen ligger vest for Kellenberg.

### Naturområder
De fredede moseområder Rehdener Geestmoor og Rehdener Geestmoor-Regenerationsgebiet, som ligger i den sydlige del af kommunen, udgør tilsammen ca. 1.800 ha.